# Kommunbrauhaus (Gräfenberg)

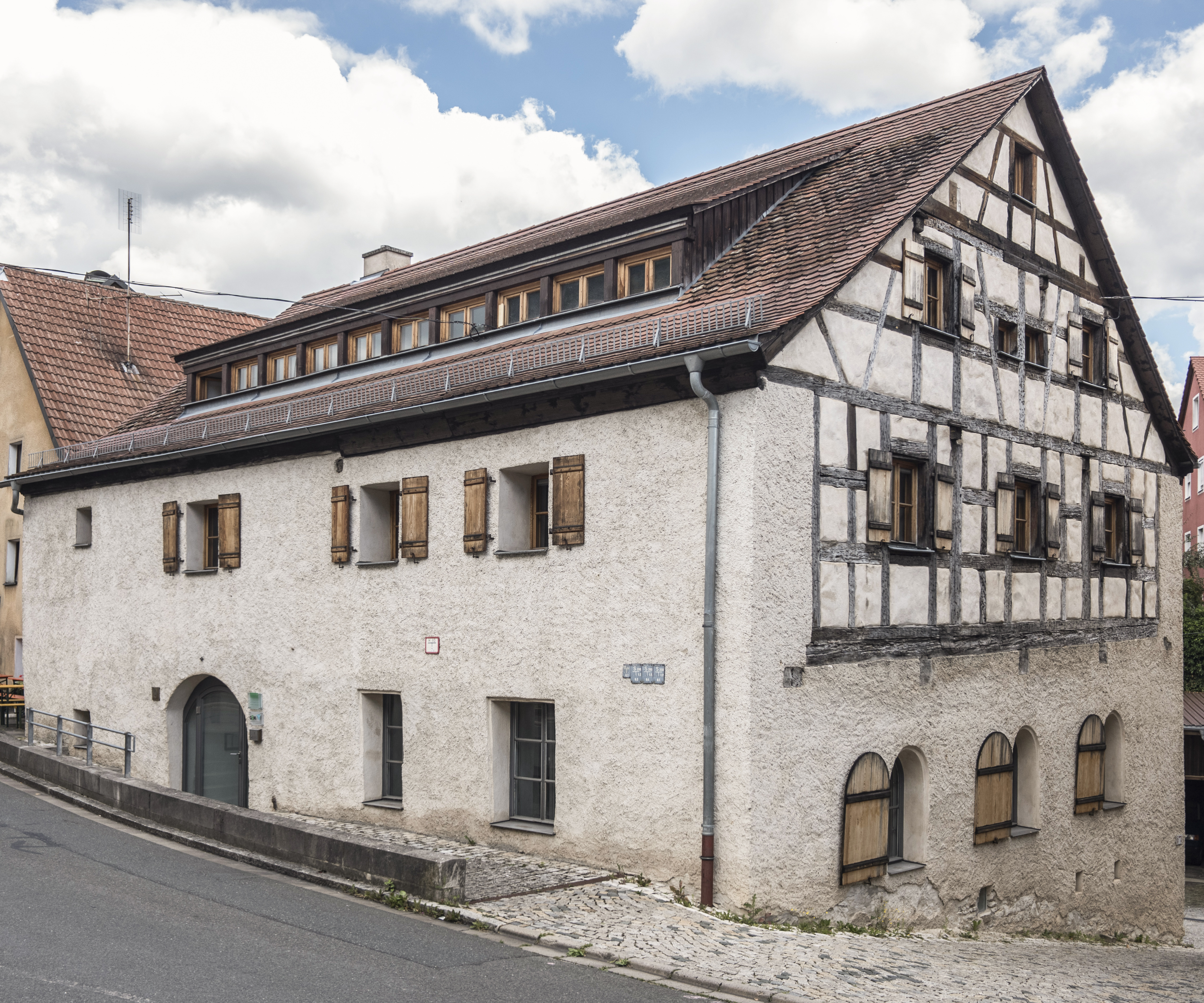
Ehemaliges Kommunbrauhaus in Gräfenberg

Das Kommunbrauhaus in Gräfenberg, einer Stadt im oberfränkischen Landkreis Forchheim in Bayern, wurde 1628 errichtet und 1870 verändert. Das ehemalige Kommunbrauhaus an der Bahnhofstraße 9 ist ein geschütztes Baudenkmal. 
Der zweigeschossige traufständige Bau mit verputztem Bruchsteinmauerwerk und Fachwerk hat ein flach geneigtes Satteldach. Bis circa 1960 wurde in dem Gebäude Bier gebraut.